# Hans Müller-Wiedemann
Hans Müller-Wiedemann (* 11. November 1924 in Karlsruhe; † 12. Dezember 1997 in Filderstadt) war ein deutscher Arzt und Heilpädagoge.

## Leben und Wirken
Sein nach dem Abitur begonnenes Studium der Medizin, unterbrochen durch den Dienst als Sanitäter im Zweiten Weltkrieg, schloss er nach dem Krieg in Tübingen ab. 1953 wurde er Mitarbeiter in der von dem Arzt und Heilpädagogen Karl König gegründeten Camphill-Gemeinschaft in Aberdeen. Zusammen mit seiner Frau, der Heilpädagogin und Eurythmistin Susanne Müller-Wiedemann, übersiedelte er 1959 nach Südafrika, um dort im Rahmen der Camphill-Bewegung eine heilpädagogische Arbeit aufzubauen.  In dieser Zeit erwarb er in Kapstadt den Abschluss als Ph.D. im Fach Psychologie. 1966 erfolgte die Rückkehr nach Deutschland und der Aufbau einer heilpädagogischen Arbeit am Bodensee, zunächst in Bruckfelden, ab 1969 dann in der Camphill-Schulgemeinschaft Brachenreuthe (bei Überlingen), die er bis Anfang der 1990er Jahre leitete.
Parallel zu seiner praktischen Tätigkeit schrieb er eine Fülle kleinerer Beiträge zu heilpädagogischen und anderen Themen. Bei heilpädagogischen Fachkongressen sprach er vor allem zu Fragen der Begleitung von Kindern mit Autismus, einem seiner Forschungs- und Arbeitsschwerpunkte.    Er veröffentlichte außerdem zwei umfangreiche Monografien: „Mitte der Kindheit“ (1980) und „Karl König. Eine mitteleuropäische Biographie“ (1992) sowie zwei Gedichtbände. Hans Müller-Wiedemann gilt als Wegbereiter eines Erfahrungsaustausches zwischen Vertretern der anthroposophischen Heilpädagogik und der akademischen Heil- und Sonderpädagogik. Die Beiträge der von 1994 bis 2014 in Brachenreuthe stattfindenden Tagungsreihe „Heilen und Erziehen“ sind in mehreren Bänden dokumentiert.

## Werke
- Mitte der Kindheit. Das neunte bis zwölfte Lebensjahr. Eine biographische Phänomenologie der kindlichen Entwicklung. Stuttgart 1980.
- Karl König. Eine mitteleuropäische Biographie. Stuttgart 1992.
- Menschenbild und Menschenbildung. Aufsätze und Vorträge zur Heilpädagogik, Menschenkunde und zum sozialen Leben. Stuttgart 1994.
- Nahe dem Engel. Gedichte. Stuttgart 1987.
- Unterwegs. Gedichte. Stuttgart 1997.